# Spathionema kilimandscharicum
Genre
Espèce
Spathionema kilimandscharicum est une espèce de plantes à fleurs dicotylédones de la famille des Fabaceae, sous-famille des Faboideae, originaire d'Afrique orientale. C'est l'unique espèce acceptée du genre Spathionema (genre monotypique).